# ریوارا
ریوارا (به ایتالیایی: Rivara) یک کومونه در ایتالیا است که در استان تورین واقع شده‌است.

## خصوصیات
ریوارا ۱۲٫۴ کیلومترمربع مساحت و ۲٬۷۲۱ نفر جمعیت دارد و ۳۹۲ متر بالاتر از سطح دریا واقع شده‌است.